# Ida Hahn-Hahn
Ida Hahn-Hahn, nata Ida Marie Luise Sophie Friederike Gustave Gräfin von Hahn-Hahn (Tressow, 22 giugno 1805 – Magonza, 12 gennaio 1880), è stata una scrittrice tedesca appartenente all’aristocrazia prussiana, nota per le sue opere letterarie a sfondo autobiografico e spirituale, nonché per la sua conversione al cattolicesimo..
Ida Hahn-Hahn è considerata una figura rilevante della letteratura femminile tedesca dell’Ottocento, non solo per i suoi romanzi, ma anche per l’impegno morale e sociale rivolto alle donne in condizioni di marginalità.

## Biografia
Nata nel ducato di Meclemburgo-Schwerin, era figlia del conte Karl Friedrich von Hahn, proprietario terriero e appassionato di teatro che dissipò buona parte delle ricchezze di famiglia.
Nel 1826 sposò il cugino Friedrich Wilhelm Adolph Graf von Hahn, ma il matrimonio fu infelice e terminò con il divorzio nel 1829. Successivamente, visse con il barone Adolf von Bystram, con cui condivise viaggi in Europa e nel Vicino Oriente, esperienza che influenzò profondamente la sua scrittura.
Dopo la morte di Bystram nel 1849 e le rivoluzioni del 1848, si avvicinò progressivamente alla religione cattolica e si convertì ufficialmente nel 1850. Due anni dopo entrò nel convento del Buon Pastore ad Angers, ma si trasferì presto a Magonza, dove fondò un convento per la rieducazione morale di giovani donne considerate "perdute". Vi rimase fino alla sua morte, avvenuta il 12 gennaio 1880.

## Opere
Debuttò nel 1838 con Aus der Gesellschaft, romanzo seguito da una serie di opere che ritraevano la nobiltà e le tensioni interiori dell’individuo, spesso ispirate alla sua esperienza personale.
Tra le sue opere più significative si ricordano:
- Gräfin Faustine (1841)[2],
- Ulrich (1841)[4],
- Cecil (1844),
- Sibylle (1846),
- Maria Regina (1860),
- Peregrina (1864),
- Eudoxia (1868)[7].

Dopo la conversione religiosa, pubblicò Von Babylon nach Jerusalem (1851), saggio autobiografico in cui difese le ragioni della sua adesione al cattolicesimo.
Le sue opere furono successivamente raccolte in due edizioni complete: una "protestante" in 21 volumi e una "cattolica" in 45 volumi.